# JŽ serija 361
JŽ 361 je serija enosistemskih šestosnih električnih lokomotiv, ki so včasih sestavljale vozni park ŽG Ljubljana in ŽTP Zageb, predhodnici današnjih Slovenskih železnic in Hrvaških železnic. Lokomotive te serije so bile prve električne lokomotive na ozemlju bivše Jugoslavije. Po eni izmed italijanskih tovarn, ki jih je izdelovala, namreč tovarni industrialca Ernesta Brede, so dobile vzdevek breda.

## Nastanek
Lokomotive serije FS E626 je leta 1926 v Firencah zasnovala skupina okoli Giuseppeja Bianchija kot prve italijanske lokomotive za enosmerno napetost 3 kV. Med letoma 1927 in 1939 je več italijanskih tovarn izdelalo skupaj 448 lokomotiv v treh podserijah, ki so se malenkostno razlikovale električnih in mehanskih karakteristikah. Prve tri prototipe (izdelala jih je tovarna Savigliano, električno opremo je dobavil Metropolitan - Vickers iz Manchestra) so preizkusili na progi med Foggio in Beneventom, ki so jo ravno takrat elektrificirali za enosmerno napetost 3 kV. Zaradi problemov pri prenosnem mehanizmu so sklenili hitrost omejiti na 95 km/h, sicer so se prototipi izkazali za zanesljive izvzemši hrup, ki takrat ni igral pomembne vloge. 

## Italija
Lokomotive so vozile po vseh italijanskih elektrificiranih progah, mdr. tudi po današnji zahodni Sloveniji, ki je takrat bila pod italijansko zasedbo. Leta 1940 so to serijo prenehali izdelovati in na njeni osnovi zasnovali serijo FS E636. Po vojni so se izkazale za neprimerne za potniški promet in so v glavnem vlekle le še tovorne vlake in občasno potniške vlake v primestnem prometu. V 70. letih so 14 lokomotiv prodali zasebnim železniškim prevoznikom. Po pritiskih sindikatov zaradi težkih delovnih pogojev so jih pričeli nadomeščati s sodobnejšimi lokomotivami. Italijanske državne železnice so zadnjo, FS E626.194, umaknile iz prometa leta 1999.

## Jugoslavija
Med obema svetovnima vojnama je bila zahodna Slovenija in deli zahodne Hrvaške pod italijansko okupacijo. Takrat je stekla elektrifikacija prog med Trstom in Postojno ter Pivko in Reko. 21. aprila 1936 sta obe elektrificirani progi bili predani prometu in po njiju so zapeljale lokomotive serije E626 kot prve električne lokomotive v rednem železniškem prometu (v nekaterih rudniških železnicah, npr. v Idriji in Štolnu med Rabljem in Logom pod Mangrtom, je bila uvedena elektrovleka že dosti prej) na ozemlju Slovenije in nekdanje Jugoslavije. Po vojni je Jugoslaviji pripadlo 17 lokomotiv serije E626, ki so jih preštevilčili v serijo JŽ 361. Poleg že elektrificiranih odsekov so ravno te lokomotive odločilno pripomogle, da sta Slovenija in spočetka tudi zahodna Hrvaška (proga med Zagrebom in Reko) sprejeli »italijanski« sistem, medtem ko je preostala Jugoslavija uvedla sistem izmenične napetosti 25 kV 50 Hz. 
Lokomotive so vozile po vseh slovenskih elektrificiranih progah, spočetka tako potniške kot tovorne vlake. Do prihoda ostalih električnih lokomotiv so bile zaradi preprostega upravljanja priljubljene med strojevodji, so pa zahtevalo dvočlansko posadko (strojevodja in pomočnik). V Sloveniji sta vozili dve podseriji. Podserija 361-0xx je najstarejša, vsebovala je glasen 90 V motor - generator za pogon kompresorja, polnjenje baterije in hlajenje vlečnih motorjev, ni vsebovala električnega gretja vagonov. Nekoliko novejša podserija 361-1xx je imela motor - ventilator - dinamo za hlajenje vlečnih motorjev in polnjenje baterij za krmiljenje, kompresorja sta se prek 200ohmskih uporov napajala neposredno iz napetosti 3000V. Omogočala je tudi električno ogrevanje vagonov. Obstajala je še podserija 361-2xx, ki je vsebovala drugačno prestavno razmerje zobniškega prenosa, primernega za tovorni promet (21/76 namesto 24/73 pri prvih dveh podserijah). Sčasoma so lokomotive vlekle le še tovorne vlake, v letih 1977 in 1978 pa so jih postopoma umaknili iz prometa.

## Češka
Po nemški okupaciji Italije leta 1943 je bilo pet lokomotiv te serije odpeljane na Poljsko, da bi vozile na območju Varšave, kjer so bile proge ravno tako elektrificirane na enosmerno napetost 3 kV. Kasneje so jih hoteli umakniti pred prodirajočo Rdečo armado. E626.016 je konec vojne pričakala v bližini nemško avstrijske meje in so jo zavezniki vrnili v Italijo. Ostale štiri so se znašle na območju Češkoslovaške in so jih sovjetske čete zasegle kot vojni plen. Nekaj let so stale odstavljene na slepih tirih, dokler se leta 1951 vodstvo Češkoslovaških državnih železnic (ČSD) ni odločilo, da jih bo zaradi pomanjkanja lokomotiv vključilo v promet kot serijo ČSD 666. Tovarni v Nymburku in Česki Třebovi sta tri lokomotive (FS E626.017 so preštevilčili v ČSD E 666.001, FS E626.024 v ČSD E 666.002 in FS E626.021 v ČSD E 666.003) predelali na enosmerno napetost 1500V, s kakršno je bilo takrat elektrificirano praško železniško vozlišče. Četrta lokomotiva, FS E626.019 je služila kot vir rezervnih delov. Vse tri lokomotive so po praškem vozlišču vlekle pretežno tovorne vlake od leta 1953, ko je bila končana predelava, do 1961, ko so tudi Prago elektrificirali na enosmerno napetost 3 kV, ki je bila standardna drugod po državi. Čeprav so lokomotive bile prvotno zasnovane ravno za to napetost, jih niso več predelovali in so jih razrezali v staro železo.

## Ostanki
V Sloveniji sta se ohranili dve lokomotivi serije 361. 361-001 (prvotna oznaka FS E626.030), ki jo je leta 1932 pod tovarniško številko 245 izdelala tovarna Officine Meccaniche Milano, je razstavljena na dvorišču Centralnih delavnic v Mostah. V bližini je dolgo propadala tudi lokomotiva 361-106 (prvotna oznaka FS E626.077, leta 1931 jo je pod tovarniško št. 125 izdelala tovarna Savigliano), ki je služila kot vir delov za prej omenjeno in vmes je le malo manjkalo, da je niso razrezali. Leta 2008 je na pobudo ilirskobistriškega društva ljubiteljev železnice odšla v Železniški muzej Slovenskih železnic. Po temeljiti obnovi jo nameravajo razstaviti na ilirskobistriški železniški postaji kot tehniški spomenik.
Lokomotiva 361-201 je razstavljena pred zagrebškim železniškim muzejem.
V Italiji so se 4 lokomotive ohranile v muzejih, 11 pa jih je obnovljenih nared za vleko muzejskih vlakov.